# GP2 Series 2005
GP2 Series 2005 var den första säsongen av formelbilsmästerskapet GP2 Series. Säsongen kördes över 23 tävlingar under tolv tävlingshelger. Mästare blev tysken Nico Rosberg, tätt följd av finländaren Heikki Kovalainen och amerikanen Scott Speed.

## Tävlingskalender
| Datum           | Bana                          | Segrare Race 1    | Segrare Race 2    |
| --------------- | ----------------------------- | ----------------- | ----------------- |
| 23-24 april     | Autodromo Enzo e Dino Ferrari | Heikki Kovalainen | Adam Carroll      |
| 7-8 maj         | Circuit de Catalunya          | Gianmaria Bruni   | José María López  |
| 21 maj          | Circuit de Monaco             | Adam Carroll      | -                 |
| 28-29 maj       | Nürburgring                   | Clivio Piccione   | Heikki Kovalainen |
| 2-3 juli        | Circuit de Nevers Magny-Cours | Heikki Kovalainen | Nico Rosberg      |
| 9-10 juli       | Silverstone Circuit           | Nico Rosberg      | Olivier Pla       |
| 23-24 juli      | Hockenheimring                | Nico Rosberg      | Olivier Pla       |
| 30-31 juli      | Hungaroring                   | Neel Jani         | Alexandre Prémat  |
| 20-21 augusti   | Istanbul Park                 | Alexandre Prémat  | Heikki Kovalainen |
| 3-4 september   | Autodromo Nazionale Monza     | Heikki Kovalainen | Neel Jani         |
| 10-11 september | Circuit de Spa-Francorchamps  | Nelsinho Piquet   | Adam Carroll      |
| 29-30 september | Bahrain International Circuit | Nico Rosberg      | Nico Rosberg      |

## Slutställning
| Plats | Förare                | Poäng |
| ----- | --------------------- | ----- |
| 1     | Nico Rosberg          | 120   |
| 2     | Heikki Kovalainen     | 105   |
| 3     | Scott Speed           | 67,5  |
| 4     | Alexandre Prémat      | 67    |
| 5     | Adam Carroll          | 53    |
| 6     | Giorgio Pantano       | 49    |
| 7     | Neel Jani             | 48    |
| 8     | Nelsinho Piquet       | 46    |
| 9     | José María López      | 36    |
| 10    | Gianmaria Bruni       | 35    |
| 11    | Nicolas Lapierre      | 21    |
| 12    | Ernesto Viso          | 21    |
| 13    | Olivier Pla           | 20    |
| 14    | Borja García          | 17.5  |
| 15    | Clivio Piccione       | 14    |
| 16    | Hiroki Yoshimoto      | 14    |
| 17    | Ferdinando Monfardini | 5     |
| 18    | Juan Cruz Álvarez     | 4.5   |
| 19    | Xandi Negrão          | 4     |
| 20    | Sergio Hernández      | 3     |
| 21    | Mathias Lauda         | 2     |
| 22    | Can Artam             | 2     |
| 23    | Ryan Sharp            | 2     |